# Internationaal Festival van Baalbek
Het Internationaal Festival van Baalbek is een jaarlijks cultureel festival in Baalbek in de Bekavallei in Libanon.
Het festival wordt sinds 1955 gehouden en meerdere jaren stilgelegd door de Libanese Burgeroorlog (1975-1992). Dankzij het werk van vooral Nazik Saba-Yared wordt het festival sinds 1997 weer jaarlijks gehouden. Het festival vindt plaats in de maanden juli en augustus en is gesitueerd rondom de oude Romeinse akropolis.
Op het festival wordt zowel klassieke als moderne wereldmuziek opgevoerd, zoals jazz. Daarnaast zijn er evenementen op het gebied van dans (waaronder ballet) en theater.
Onder de artiesten die het festival aandeden bevonden zich Plácido Domingo, Nina Simone, Deep Purple, het English Chamber Orchestra, Comédie-Française en de Lord of the Dance.